# Сенегал на летних Олимпийских играх 2000
Сенегал принимал участие в Летних Олимпийских играх 2000 года в Сиднее (Австралия) в десятый раз за свою историю, но не завоевал ни одной медали. Сборную страны представляли 19 женщин.

## Состав олимпийской сборной Сенегала

### Плавание
Спортсменов — 1
В следующий раунд на каждой дистанции проходили лучшие спортсмены по времени, независимо от места занятого в своём заплыве.
Мужчины
| Спортсмен   | Соревнование | Предварительные заплывы | Предварительные заплывы | Полуфиналы | Полуфиналы | Финал     | Финал     |
| Спортсмен   | Соревнование | Результат               | Место                   | Результат  | Место      | Результат | Место     |
| ----------- | ------------ | ----------------------- | ----------------------- | ---------- | ---------- | --------- | --------- |
| Малик Фалль | 100 м брасс  | 1:08,60                 | 62                      | Не прошёл  | Не прошёл  | Не прошёл | Не прошёл |